# 과업 분석
과업 분석(Task analysis)은 사용자들이 어떤 일(Task)을 어떻게 수행하는지를 관찰하여 이를 분석하는 방법이다. 과업 분석은 어떤 시스템 즉 제품 혹은 서비스를 사용자 중심 디자인을 통해 개발하기 위하여 사용자가 실제 어떻게 주어진 일을 자신의 어떤 욕구를 충족 시키기 위하여 사용할 때 어떤 특정한 방법이나 목적, 요인을 가지고 어떻게 수행하는지를 관찰 한 다음 이를 바탕으로 어떤 목적을 사용자의 시각에서 개발 하도록 하는 방법이다. 이것은 개발자가 이러한 분석이나 자료 없이 어떤 시스템을 디자인 할 경우 자칫 사용자의 자연스러운 방법과는 다른 개발자적 사고와 방법에 의해 만들어질 수 있기 때문이다. 이럴 경우 사용성과 편의성등 사용자가 원하는 긍정적 사용자 경험이 얻어 질 수 없다.
보다 구체적으로는 이러한 분석을 통해 전체적 목표를 위해 어떤 과업이 필요하며 어떻게 단위별 세부적으로 과업을 규정할 수 있는지를 설계할 수 있으며 다시 이러한 과업 수행을 분석하여 효과적 수행을 측정하고 개선할 수 있다. 또한 시스템을 구성하는 인적 자원에게 부여할 직무의 분석과 정의를 위한 방법이기도 하다.
이러한 과업 분석을 하다 보면 또한 원래의 목적이 아닌 다른 부차적인 목적을 위해 창조적으로 시스템을 사용하는 경우도 있으며 이는 새로운 개발을 위한 중요한 단서가 되기도 한다. 또한 사용자는 사용하는 경험이 쌓임에 따라 묵시적 지식(암묵지, Tacit knowledge)가 축적 되기도 하는데 이는 사용자 매뉴얼이나 안내서와 같은 것에서 얻을 수 있는 명시적 지식(형식지,Explicit knowledge)을 이용하는 것보다 효율적인 사용을 가능하게 한다.

## 분석 방식
- 계층적 과업 분석 방법 (Hierarchical task analysis)
- 지식기반 분석 방법 (Knowledge based analysis)
- 시나리오 분석 방법 (Scenario analysis)
- 유스케이스 분석 방법 (Usecase analysis)
- 작업 흐름 분석 방법 (Workflow analysis)

## 같이 보기
- 인간요인오류
- 직무분석
- 워크플로